# Пирошке
Пирошке (рус. пирожки́; укр. пиріжки) су руске и украјинске печене или пржене земичке направљени од дигнутог теста, у облику кифлице, са различитим филовима. Популарна су улична храна у Русији и представљају стереотипни део руске културе.

## Етимологија
Нагласак на речи „пирошки” пада на последњу. Руска реч „пирожок” је деминутивни облик руске речи „пирог”, што значи пита у пуној величини.

## Варијације
Типична пирошка је у облику чамца или ређе у облику полумесеца, направљена од дигнутог теста са филом који је потпуно умотан око њега. Слични руски колачи са другим облицима су кулибиак, калитка и ватрушка.
Пирошке могу бити пржене или печене и могу бити слатке или слане. Најчешће се слане пуне млевеним месом, пире кромпиром, печуркама, куваним јајима са младим луком или купусом. У међувремену, слатке пите се пуне воћем (јабука, трешња, кајсија, лимун), џемом или креком (младим сиром). Печене пирошке се могу премазати јајетом и тако добију златну боју. Такође, могу се украсити тракама од теста. Обично су величине шаке, а мање пирошке се могу послужити уз супу.

## Регионалне верзије пирошки

### Балкан
Грчке „пирошке” (грч. πιροσκί) су популарне у одређеним деловима Грчке где су их донели Грци из Понтије и у већини великих градова где се продају као брза храна. Грчке пирошке се прже у фритези и пуне разним филовима.
У Србији се домаћи тип прави од цилиндричног пецива и назива се пирошка. Пуњене су мешаним млевеним свињским и телећим месом или куленом, парадајз сосом и зачинским биљем. Понекад се праве од пржених палачинки са различитим надевима.

### Балтички регион
У Летонији, земичке у облику полумесеца од дизаног теста које се називају „спекрауши”, „спека пираги”, и колоквијално терминима „пираги” или „пиразиги”. Традиционално се пуне димљеном машћу и луком, а има и других надева. Међутим, реч „пираги” се не користи само за ове кнедле, већ се може односити и на разна друга пецива, као што су пите и лиснато тесто. У ствари, „пираги” су били уобичајена храна за ручак пољопривредника и пастира који су радили у пољу.
Ова традиција постоји и у Естонији и Финској. Земичке познате као „пирукад” и „саиакесед” су прилично мале величине, са регионалним варијацијама у погледу пуњења. Обично се праве од лиснатог теста. Популарне су и отворене пите које покривају цео плех и сличне су америчким питама. Постоји много рецепата у којима се користе месо, купус, шаргарепа, пиринач, јаја и друга пуњења и мешавине за пуњење. Популарни су слатки надеви, попут сланог „пирукада” са филовима од јабуке, разних бобица, марципана, разних зачина и џема.

### Кавказ
Руска варијанта пирошки је уобичајена брза храна у Јерменији и Азербејџану. У Јерменији често садржи пуњење од кромпира или зачињеног меса. У Азербејџану се често једе као десерт и обично се пуни кремом.